# Rhynchostegium subtrachypterum
Rhynchostegium subtrachypterum är en bladmossart som beskrevs av Niels Bryhn och P. Sydow 1912. Rhynchostegium subtrachypterum ingår i släktet näbbmossor, och familjen Brachytheciaceae. Inga underarter finns listade i Catalogue of Life.